# Apocopis wrightii
Apocopis wrightii là một loài thực vật có hoa trong họ Hòa thảo. Loài này được Munro mô tả khoa học đầu tiên năm 1865.